# Politik der kleinen Nadelstiche
Politik der kleinen Nadelstiche oder Politik der Nadelstiche ist ein vielfach verwendetes politisches Schlagwort, mit dem, meist kritisch, eine Politik bezeichnet wird, die mit Hilfe einer Vielzahl von kleinen, unangenehmen Maßnahmen Druck ausübt, um ein größeres Ziel zu erreichen.
Beispiel für die Verwendung des Ausdrucks „Politik der Nadelstiche“ ist ein Artikel der Zeit aus dem Jahr 1963 bezogen auf ein Wirtschaftsembargo gegenüber der Sowjetunion, der sich auf Großröhren erstreckte (Röhrenembargo).
Das Schlagwort leitet sich von der Redeverwendung: „jemandem dauernd Nadelstiche versetzen“ ab, in der Bedeutung „ihn mit kleinen Bosheiten, Anspielungen reizen“.